# Estación de Seminari-CEU
Seminari-CEU es una estación terminal de la línea 1 de Metrovalencia. Fue inaugurada el 8 de octubre de 1988 como estación de FGV.
Se encuentra en la calle de Almansa en Moncada.
La estación dispone de 3 vías y dos andenes.